# فهرست سرزمین‌هایی که ایتالیایی یک زبان رسمی در آنجا است

پرچم کشورهای ایتالیایی زبان

در اینجا فهرست سرزمین‌هایی که که زبان رسمی‌شان ایتالیایی است، ارائه شده‌است.

مناطق ایتالیایی‌زبان
زبان بومی
زبان اداری
زبان دوم یا غیررسمی
اقلیت‌های ایتالیایی‌زبان

## کشورها
| کشور       | منطقه | جمعیت      | وضعیت                                                |
| ---------- | ----- | ---------- | ---------------------------------------------------- |
| ایتالیا    | اروپا | ۶۰٬۱۹۸٬۶۳۳ | تنها زبان رسمی                                       |
| سوئیس      | اروپا | ۸٬۶۱۹٬۲۵۹  | یکی از زبان‌های رسمی در کنار آلمانی، فرانسوی و رومانش |
| سان مارینو | اروپا | ۳۳٬۶۰۷     | تنها زبان رسمی                                       |
| واتیکان    | اروپا | ۸۲۵        | یکی از زبان‌های رسمی در کنار لاتین                    |
| مجموع      |       | ۶۸٬۸۵۲٬۳۲۴ |                                                      |

## تقسیمات کشورها
| تقسیمات          | کشور    | منطقه | جمعیت   |
| ---------------- | ------- | ----- | ------- |
| ایستریای اسلوونی | اسلوونی | اروپا | ۹۳٬۰۸۹  |
| شهرستان ایستریا  | کرواسی  | اروپا | ۲۰۸٬۰۵۵ |